# La Cathédrale (sculpture)
Ne doit pas être confondu avec La Cathédrale.
Pour les articles homonymes, voir Cathédrale (homonymie).
La Cathédrale (anciennement L'Arche d'Alliance) est une sculpture de l'artiste français Auguste Rodin, réalisée en 1908. La sculpture montre deux mains droites entrelacées dans deux positions différentes. Originellement sculptée de pierre, elle est ensuite moulée dans diverses éditions en bronze.

## Description
La première sculpture de La Cathédrale est réalisée en pierre taillée. Elle mesure 64 centimètres de hauteur, 29,5 centimètres de largeur et 31,8 centimètres de profondeur. La sculpture est taillée assez grossièrement puisque des traces d'outils sont apparents sur l'œuvre. Elle met en scène deux mains droites, et donc par déduction les mains de deux personnes différentes. Anciennement appelée L'Arche d'Alliance, elle prend finalement le titre de Cathédrale, sans doute donnée en raison de la publication des Cathédrales de France par Rodin en 1914. Le fait de l'existence d'un espace séparant les deux mains (les mains ne se touchent pas et sont bien séparées) rappelle l'architecture gothique.
Cette œuvre fait partie de sa suite de mains en marbre, taillées après 1900, comme Secret, La Main de Dieu, La Main du diable, Les Mains d'amants ou Main sortant de la tombe. Elle confirme également le goût et la passion de Rodin pour cette partie du corps.